# 2000 (szám)
A 2000 (kétezer) (római számmal: MM) az 1999 és 2001 között található természetes szám.

## A matematikában
A tízes számrendszerbeli 2000-es a kettes számrendszerben 11111010000, a nyolcas számrendszerben 3720, a tizenhatos számrendszerben 7D0 alakban írható fel.
A 2000 páros szám, összetett szám. Kanonikus alakban a 24 · 53 szorzattal, normálalakban a 2 · 103 szorzattal írható fel. Húsz osztója van a természetes számok halmazán, ezek növekvő sorrendben: 1, 2, 4, 5, 8, 10, 16, 20, 25, 40, 50, 80, 100, 125, 200, 250, 400, 500, 1000 és 2000.
Mivel osztható számjegyeinek összegével, így Harshad-szám. Négyzetteljes szám, de nem teljes hatvány, ezért Achilles-szám.
Praktikus szám.
3 különböző szám valódiosztó-összegeként áll elő, ezek közül a legkisebb az 1780.

## Egyéb területeken
- Y2K – a 2000. évre előrevetített számítógépes világösszeomlás rövid neve, amelynek lényege az volt, hogy a különböző számítógépek nem fogják tudni értelmezni a 2000. év rövidített megjelenését, a „00”-t, összekeverik az 1900-as év rövidítésével, és ez a világ rendszereinek összeomlását okozza. Az apokaliptikus jóslatok nem váltak be, a számítástechnikai cégek jó előre felkészültek a probléma elkerülésére, kivédésére, így 2000 problémamentesen telt el.